# Bushra El-Turk
Bushra El-Turk (Londres, 1982) é uma compositora britânica e educadora musical contemporânea de pais libaneses. Nomeada pela BBC como “uma das 100 Mulheres mais inspiradoras da atualidade”, escreveu inúmeras composições para concertos ao vivo, dança, teatro e performances multimídia, interpretadas e transmitidas na rádio e na televisão por músicos de prestígio em vários países da Europa e do Médio Oriente.

## Vida e carreira
Bushra El-Turk estudou composição na Guildhall School of Music and Drama por cinco anos. Em 2017, concluiu doutorado em Composição Musical na Universidade de Birmingham, tendo sido orientada por Michael Zev Gordon, com tese centrada na relação da música clássica do Médio Oriente e do Ocidente. Até 2023, suas mais de 60 obras musicais incluem uma grande variedade de estilos e influências. Entre outras, compôs música vocal para solistas e coros, acompanhada por piano, conjuntos musicais não-ocidentais ou orquestras sinfônicas. As suas obras integram frequentemente tradições musicais e músicos de diferentes origens culturais. Elas são apresentadas em apresentações ao vivo, trilhas sonoras de filmes e programas de rádio e TV, e muitas vezes incluem elementos de dança, teatro e multimídia. Em entrevista à revista Classical Music, Bushra afirmou: “Estou muito interessada em explorar o espectro entre o escrito e o improvisado, entre o falado e a canção, e entre a música e o teatro”.

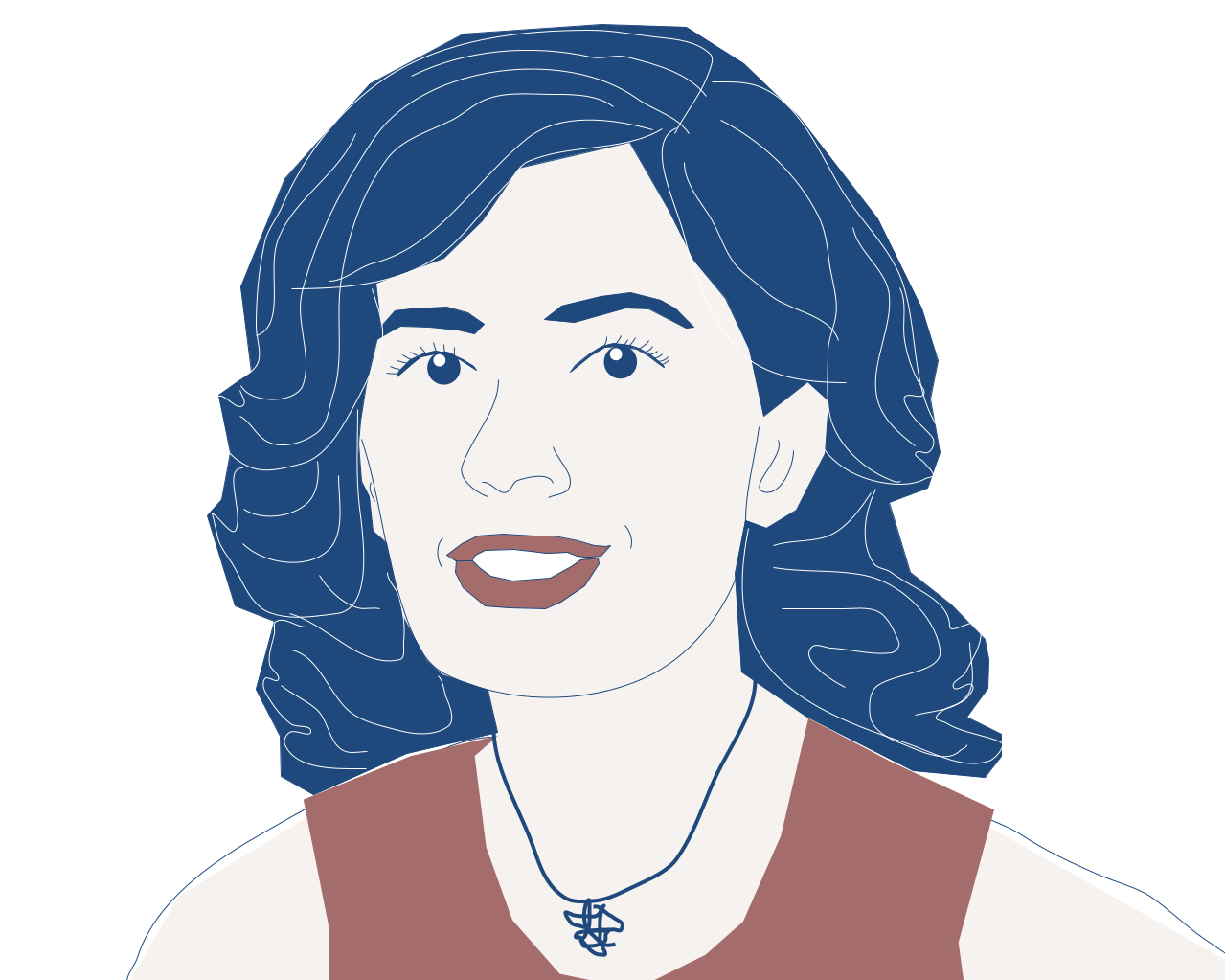
Bushra El-Turk

Como pesquisadora e educadora de música contemporânea, as áreas de interesse de Bushra El-Turk incluem composição contemporânea, colaborações interculturais e integração de composição e improviso. Além de programas para jovens compositores no Tŷ Cerdd no País de Gales, no National Concert Hall Ireland Creative Lab Programme e no Alternative Conservatory em Londres, ela ministrou cursos no departamento júnior do Royal College of Music.
As obras de Bushra El-Turk foram executadas pela Orquestra Sinfônica de Londres, Orquestra Sinfônica da BBC, Sinfonietta de Londres, Orquestra Nacional de Lorraine, Coro da Rádio da Letônia, Orquestra Filarmônica Libanesa e outras. Suas composições foram apresentadas em locais como Lincoln Center NYC, Deutsche Oper Berlin, Konzerthaus em Viena, Birmingham Symphony Hall, Bridgewater Hall Manchester, Southbank Centre e Barbican Centre em Londres. Em 2018, estreou-se no BBC Proms com uma obra interpretada pela soprano Carly Owen do National Opera Studio e da Babylon Orchestra de Berlim.
Composta para a Orquestra Sinfônica de Londres e dirigida por Simon Rattle, a composição Tuqus de Bushra El-Turk teve sua estreia mundial em junho de 2019, incluindo alunos da Guildhall School of Music e 55 jovens músicos do leste de Londres, que participaram do programa gratuito On Track da LSO. concerto em Trafalgar Square. A peça é inspirada em um ritual do Oriente Médio realizado por mulheres. De acordo com Bushra, “Tuqus significa 'ritual' em árabe e evoca o espírito de zaar, que é um ritual de cura comunitária, semelhante a um transe, de percussão e dança”.
Trechos da ópera multimídia Woman at Point Zero de Bushra foram apresentados pela primeira vez como um trabalho em andamento no festival Shubbak de cultura árabe contemporânea de 2017, em Londres. Em 2020, esta peça foi galardoada com o Prémio Fedora-Generali de Ópera, permitindo posteriormente a sua produção integral para palco. A versão completa foi apresentada pela primeira vez como uma produção do LOD Music Theatre belga, com direção de palco da diretora de teatro egípcia Laila Soliman, e dirigida por Kanako Abe no Festival de Aix-en-Provence de 2022. Outras apresentações em 2023 incluíram locais em Londres, várias cidades da Bélgica, Luxemburgo e Valência, na Espanha. Além disso, Bushra El-Turk é diretora artística e líder do conjunto musical Zar que colaborou nestas apresentações.
Em 2014, Bushra El-Turk foi nomeada pela BBC como uma das 100 Mulheres mais inspiradoras da atualidade. Suas atividades em prêmios de música contemporânea incluem ter sido membro do júri do British Ivors Composer Awards, bem como jurada do Commonwealth Young Composer Awards e membro do conselho de administração da Independent Society of Musicians.
Em outubro de 2023, Bushra El-Turk recebeu uma indicação ao Prêmio Ivor Novello no The Ivors Classical Awards. Sua obra Ka, composta para solista de percussão e orquestra de cordas, foi indicada para Melhor Composição de Grande Conjunto.

## Recepção da crítica
Referindo-se ao trabalho de El-Turk que Tmesis apresentou na primeira noite do BBC Proms Dubai 2019, a crítica musical Fiona Maddox observou a "ideia de casa em sua música, mas o lar está “em constante estado de fluxo”.
Em sua crítica sobre a performance de sua ópera Woman at Point Zero no Festival Shubbak de 2017, o crítico musical Bill Barclay chamou-a de "peça central deste concerto do festival Shubbak" e "uma nova peça impressionante de teatro musical". Escrevendo para as resenhas de música clássica do The Observer, Fiona Maddox disse sobre a apresentação de 2023 no Linbury Theatre da Royal Opera em Londres:
A música de El-Turk, marcante e distinta, conduzida por Kanako Abe e tocada pelo Ensemble Zar, impulsiona a energia emocional, lançando luz e sombra sobre a desolação do texto. Os sussurros, os ruídos e os ritmos urgentes foram parte escritos, parte improvisados, para instrumentos que incluem violoncelo, acordeão, flauta transversal coreana, kamancha com arco iraniano e outros.— Fiona Maddox, music critic
No boletim informativo Opera Now da revista Gramophone, Owen Mortimer escreveu:
El-Turk é especialista na integração de músicas de diversas tradições culturais, muitas vezes com resultados surpreendentes. Essa partitura não é exceção e apresenta uma extraordinária linha de instrumentos de todo o mundo.[...] Essa paleta única permite algumas combinações sônicas fascinantes que vão desde harmonias de cluster que mudam lentamente até passagens de complexidade rítmica sedutora.— Owen Mortimer, Opera Now magazine, 2023

## Trabalhos selecionados
- Traça da Seda (2015)
- Tuqus para orquestra sinfônica multi-habilidade (2019)
- The Incomplete Sky (2021) para Taegum solo e orquestra clássica
- Mulher no Ponto Zero (2021/22), ópera
- Rostan, Rastan e Rast-gAree para Kamancheh e quarteto de cordas (2023) [18]

## Discografia
- 2016 - Tmesis, François-Xavier Roth / Orquestra Sinfônica de Londres[19]

- 2020 - Tik Tak, no álbum Masarat de Fadia Tomb El-Hage

- 2023 - Mendelssohn / Tailleferre / Canat de Chizy / Clyne / El-Turk / Holmès / Pépin, Orquestra Pasdeloup[20]